# 7 d'or
Les 7 d'or (ou Sept d'or) étaient une cérémonie de récompenses de la télévision française, organisée par le magazine de programmes télévisuels Télé 7 jours, de 1975 à 1991, puis de 1993 à 2001 et enfin en 2003. En raison de tensions entre les différentes chaînes, la cérémonie n'aura dès lors plus lieu.
Les cérémonies étaient retransmises en direct à la télévision (à l'exception de celle de 2003). Pour chaque trophée, les personnalités, les programmes ou les œuvres nommés étaient départagés soit par le public, soit par des professionnels. Le trophée remis aux récipiendaires, une statuette appelée le 7 d'or, est l'œuvre de Georges Mathieu.
En 2005, certains médias évoquent un possible retour des 7 d'or, produits par Endemol, puis, en 2008, une renaissance est annoncée sur Direct 8 mais n'aboutit pas. Fin novembre 2011, le directeur de la rédaction du Télé 7 jours annonce que des négociations sont en cours avec France Télévisions afin de faire revivre la cérémonie en 2012. Cependant, le projet a avorté une nouvelle fois, comme à nouveau en 2014.

## Palmarès par catégories

### Meilleur animateur
- 1985 : Bernard Pivot
- 1986 : Michel Polac, TF1
- 1987 : Bernard Pivot - débats, Antenne 2 - et Michel Drucker - variétés, Antenne 2
- 1988 : Antoine de Caunes - variétés, Antenne 2 - et Anne Sinclair - débats, TF1
- 1989 : Caroline Tresca - débats, FR3 - et Frédéric Mitterrand - débats, Antenne 2
- 1990 : Patrick Sébastien - variétés, TF1 et Anne Sinclair - débats, TF1
- 1991 : Antoine de Caunes - variétés, Canal+ - et Jean-Marie Cavada - débats, FR3
- 1993 : Philippe Gildas - divertissements, Canal+
- 1994 : Jean-Marie Cavada - débats, France 3
- 1995 : Antoine de Caunes - divertissements, Canal+ - et Jean-Marie Cavada - débats, France 3
- 1996 : Emmanuel Chain - débats, M6

### Meilleur magazine de société
- 1997 : Emmanuel Chain pour Capital, M6
- 1998 : Julien Courbet pour Sans aucun doute, TF1

### Meilleur magazine d'actualité
- 1997 : Paul Nahon et Bernard Benyamin pour Envoyé spécial, France 2

### Meilleure émission ou animation pour la jeunesse
- 1985 : Le Disney Channel, FR3
- 1986 : Récré A2, Antenne 2
- 1987 : Mini mag (Patrice Drevet), TF1
- 1988 : Il était une fois... la Vie, FR3
- 1989 : Ça Cartoon, Canal+
- 1990 : Babar, Canal+/FR3
- 1991 : Décode pas Bunny, Canal+
- Janvier 1993 : Les Aventures de Tintin, France 3
- Décembre 1993 : Ça Cartoon, Canal+
- 1995 : Ça Cartoon, Canal+
- 1997 : meilleur animateur d'émission pour la jeunesse (prix du public) : Gérard Klein, La Cinquième
- 1997 : meilleure émission pour la jeunesse (jury des professionnels) : Va Savoir, La Cinquième
- 1998 : Les Minikeums, France 3
- 1999 : La Planète de Donkey Kong de Leslie et les Kongs, France 2
- 2000 : Les Minikeums, France 3
- 2001 : C'est pas sorcier, France 3
- 2003 : Ça Cartoon, Canal+

### Meilleure émission en direct
- 1991 : Les Nuls L'émission, Canal+

### Meilleure émission de divertissement / humour
- 1997 : Pascal Brunner pour les spéciales de Fa si la chanter, France 3
- 2001 : On a tout essayé, France 2
- 2003 : Le Plus Grand Cabaret du monde, France 2

### Meilleur émission de jeux des années 2000
- 2000 : Le Bigdil, TF1
- 2003 : Qui veut gagner des millions ? (spéciale associations), TF1

### Meilleur magazine culturel
- 2003 : Laurent Bignolas pour Faut pas rêver, France 3

### Meilleur téléfilm / Meilleur film de TV
- 1985 : Claude Santelli pour Jacques le Fataliste et son maître
- 1986 : Yves-André Hubert pour l'Affaire Marie Besnard, TF1
- 1987 : Pierre Boutron pour les Étonnements d'un couple moderne, Antenne 2
- 1988 : La Croisade de Serge Moati, FR3
- 1989 : Jean de Florette de Claude Berri, Antenne 2
- 1990 : Le Prix du silence de Jacques Ertaud, Canal+/TF1
- 1991 : Bouvard et Pécuchet, FR3/La SEPT
- 1993 : La Controverse de Valladolid, France 3
- 1994 : L'Affaire Seznec, TF1
- 1995 : Les Maîtres du pain de Hervé Baslé, France 2
- 1997 : L'Âge des possibles de Pascale Ferran, Arte
- 1998 : Le Pantalon, France 2
- 2000 : L'Institutrice, TF1
- 2001 : Fatou la Malienne, France 2
- 2003 : Jean Moulin, TF1[5]

### Meilleur feuilleton, série ou collection / Meilleure série ou feuilleton
- 1985 : Philippe Monnier pour Des grives aux loups
- 1986 : Yannick Andréi pour L'Affaire Caillaux, Antenne 2
- 1987 : Michel Wyn pour Félicien Grevèche, Antenne 2
- 1988 : Afghanistan, le pays interdit (médecins des hommes) de Alain Corneau, TF1
- 1989 : Maria Vandamme de Jacques Ertaud, TF1
- 1990 : Condorcet de Michel Soulter, TF1
- 1991 : Navarro, TF1
- 1993 : Les Aventures de Nestor Burma, France 2
- 1994 : Le Château des Oliviers, France 2
- 1995 : Jalna, France 2
- 1997 : L'Allée du Roi de Nina Companeez, France 2
- 1998 : Entre terre et mer, France 2
- 2000 : Une famille formidable, TF1
- 2001 : La Bicyclette bleue, France 2
- 2003 : Joséphine, ange gardien, TF1

### Meilleur réalisateur de fiction
- 1985 : Claude Santelli pour Jacques le fataliste et son maître
- 1986 : Hervé Baslé pour Aux champs et l'Ami Maupassant, TF1
- 1987 : Marcel Bluwal pour 1996, TF1
- 1989 : Jacques Ertaud pour Maria Vandamme, TF1
- 1990 : Jacques Ertaud pour Le Prix du silence, Canal+/TF1
- 1991 : Marcel Bluwal pour les Ritals, Canal+/TF1
- 1993 : Jean-Daniel Verhaeghe pour La Controverse de Valladolid, France 3/La SEPT
- 1994 : Yves Boisset pour L'Affaire Seznec, TF1
- 1995 : Hervé Baslé pour Les Maîtres du pain, France 2
- 1997 : Pascale Ferran pour L'Âge des possibles, Arte
- 1998 : Hervé Baslé pour Entre terre et mer, France 2
- 1999 : Josée Dayan pour Le Comte de Monte-Cristo, TF1
- 2000 : Nadine Trintignant, France 2
- 2001 : Nina Companeez pour Un Pique-nique chez Osiris, France 2
- 2003 : Yves Simoneau pour Napoléon, France 2

### Meilleur auteur / Meilleur auteur ou scénariste de fiction / Meilleur auteur ou scénariste
- 1985 : Jean L'Hôte pour le Diable dans le bénitier, TF1 (à titre posthume, Jean L'Hôte étant décédé quelques jours avant la cérémonie)
- 1986 : Frédéric Pottecher pour L'Affaire Marie Besnard, TF1
- 1987 : Jean-Claude Carrière pour les Étonnements d'un couple moderne, Antenne 2
- 1988 : Robert Merle et Bernard Revon pour L'Île, TF1
- 1989 : Jacques Dusquene et Béatrice Rubinstein pour Maria Vandamme, TF1
- 1990 : Jacques Fansten pour La Fracture du myocarde, Canal+/Antenne 2
- 1991 : Jean-Claude Carrière pour Bouvard et Pécuchet, FR3/la SEPT
- 1993 : Jean-Claude Carrière pour La Controverse de Valladolid, France 3/ la SEPT
- 1994 : Yves Boisset pour L'Affaire Seznec, TF1
- 1995 : Hervé Baslé, Jean-Pierre Gallo et Bernard Lenteric pour Les Maîtres du pain, France 2
- 1997 : Henri de Turenne et Michel Deutsch pour Les Alsaciens ou les Deux Mathilde , Arte
- 1998 : Hervé Baslé pour Entre terre et mer, France 2
- 1999 : Didier Decoin pour Le Comte de Monte-Cristo, TF1
- 2000 : Laurent Cantet et Gilles Marchand, Arte
- 2001 : Janluk Penot pour Un gars, une fille, France 2
- 2003 : Lionel Dutemple, Bruno Gaccio, Ahmed Hamidi et Julien Hervé pour Les Guignols de l'info, Canal+

### Meilleur comédien / Meilleur comédien de fiction
- 1985 : Michel Bouquet pour Christmas Carol
- 1986 : André Dussollier pour Music-Hall, Canal+
- 1987 : Pierre Arditi pour Le Parfait Amour, TF1
- 1988 : Jacques Dufilho pour Une femme innocente, TF1
- 1989 : Michel Piccoli pour La Ruelle au clair de Lune, FR3
- 1990 : Roger Hanin pour Navarro, TF1
- 1991 : Jean Carmet pour Bouvard et Pécuchet, FR3/la SEPT
- 1993 : Jean-Pierre Marielle pour La Controverse de Valladolid, France 3/ la SEPT
- 1994 : Gérard Klein pour L'Instit, France 2
- 1995 : Jean Carmet pour Eugénie Grandet, France 3
- 2000 : Pierre Mondy, TF1
- 2001 : Gérard Klein pour L'Instit, France 2
- 2003 : Francis Huster pour Jean Moulin, TF1

### Meilleur comédien - film de TV
- 1988 : Jacques Dufilho pour Une femme innocente
- 1997 : Robin Renucci pour Des enfants dans les arbres et Parents à mi-temps, TF1
- 1998 : Richard Bohringer pour Un homme en colère, TF1
- 1999 : Gérard Depardieu pour Le Comte de Monte-Cristo, TF1

### Meilleur comédien - série ou feuilleton
- 1978 : Jacques Dumesnil pour Au plaisir de Dieu, TF1[6]
- 1997 : Gérard Klein pour L'Instit, France 2
- 1998 : Roger Hanin pour Navarro, TF1

### Meilleure comédienne / Meilleure comédienne de fiction
- 1985 : Suzanne Flon pour Mademoiselle Clarisse
- 1986 : Alice Sapritch pour L'Affaire Marie Besnard, TF1
- 1987 : Rosy Varte pour Maguy, Antenne 2
- 1988 : Anny Duperey pour Un château au soleil, Antenne 2
- 1989 : Annie Girardot pour Le Vent des moissons, TF1
- 1990 : Delphine Seyrig pour Une saison de feuilles, Antenne 2
- 1991 : Marie-Christine Barrault pour Marie Curie, une femme honorable, FR3
- 1993 : Anny Duperey pour Une famille formidable, TF1
- 1994 : Brigitte Fossey pour Le Château des Oliviers, France 2
- 1995 : Danielle Darrieux pour Jalna, France 2
- 2000 : Mimie Mathy, pour Joséphine, ange gardien, TF1
- 2001 : Véronique Genest pour Julie Lescaut, TF1
- 2003 : Mimie Mathy, pour Joséphine, ange gardien, TF1

### Meilleure comédienne - film de TV
- 1997 : Corinne Touzet pour Une femme d'honneur, TF1
- 1998 : Véronique Jannot pour C'est l'homme de ma vie, TF1

### Meilleure comédienne - série ou feuilleton
- 1997 : Véronique Genest pour Julie Lescaut, TF1
- 1998 : Mimie Mathy dans Joséphine, ange gardien (TF1)
- 1999 : Véronique Genest pour Julie Lescaut et Un amour de cousine (TF1)

### Meilleur présentateur dejournal télévisé
- 1985 : Christine Ockrent
- 1986 : Claude Sérillon, Antenne 2
- 1987 : Bernard Rapp, Antenne 2
- 1988 : Bruno Masure, TF1
- 1989 : Guillaume Durand, La Cinq
- 1990 : Bruno Masure, TF1
- 1991 : Claire Chazal, Antenne 2
- 1993 : Bruno Masure, France 2
- 1994 : Paul Amar, France 2
- 1995 : Bruno Masure, France 2
- 1997 : Jean-Pierre Pernaut pour le 13 heures, TF1
- 1998 : Bruno Masure pour le journal télévisé de 20 heures, France 2
- 1999 : Jean-Pierre Pernaut, pour le 13 heures, TF1
- 2000 : Rachid Arhab et Carole Gaessler, France 2
- 2001 : Jean-Pierre Pernaut, pour le 13 heures, TF1
- 2003 : Jean-Pierre Pernaut, pour le 13 heures, TF1

### Meilleur journaliste ou reporter
- 1985 : François de Closets
- 1986 : Anne Sinclair, TF1
- 1987 : Philippe Alfonsi, FR3
- 1988 : Bernard Rapp, Antenne 2

### Meilleur magazine d'actualité ou de débat
- 1985 : 7 sur 7
- 1986 : Droit de réponse, TF1
- 1987 : Taxi présenté par Catherine Belkhodja, FR3
- 1990 : Envoyé spécial, Antenne 2
- 1991 : La Marche du siècle, FR3
- 1993 : Envoyé spécial, France 2
- 1994 : La Marche du siècle, France 3
- 1995 : Capital, M6
- 2001 : Sept à huit, TF1
- 2003 : Ça se discute, France 2

### Meilleur magazine d'actualité et reportage / Meilleure émission d'information ou reportage
- 1997 : Envoyé spécial de Paul Nahon et Bernard Benyamin, France 2
- 1998 : 52 sur la Une de Jean Bertolino, TF1
- 1999 : Capital, animé par Emmanuel Chain, M6
- 2000 : Zone interdite, M6
- 2001 : Capital, animé par Emmanuel Chain, M6
- 2003 : Sept à huit, TF1

### Meilleur magazine de société / Meilleure émission de société
- 1997 : Strip-tease, France 3
- 1998 : Combien ça coûte ? de Jean-Pierre Pernaut, TF1
- 2000 : Ça se discute, France 2
- 2001 : Jour après jour, France 2

### Meilleure émission de variétés
- 1985 : les Enfants du rock, Antenne 2
- 1986 : Brel, un cri, FR3
- 1987 : Champs-Élysées, Antenne 2
- 1988 : Le Bébête show, TF1
- 1989 : TVN 595, Canal+
- 1990 : Carte blanche à Frédéric Mitterrand, Antenne 2
- 1991 : Stars 90, TF1
- 1993 : Les Guignols de l'info, Canal+

### Meilleure émission de divertissement / Meilleure émission de divertissement et d'humour / Meilleure émission de divertissement (variété et humour)
- 1993 : Les Guignols de l'info, Canal+
- 1994 : Nulle part ailleurs, Canal+
- 1997 : Nulle part ailleurs incluant Les Guignols de l'info, Canal+
- 1998 : Les Enfants de la télé, TF1
- 1999 : Les Masters de Questions pour un champion, France 3
- 2000 : Le Plus Grand Cabaret du monde, France 2
- 2001 : Un gars, une fille, France 2

### Meilleure émission de télé-réalité
- 2001 : Loft Story, M6
- 2003 : Star Academy, TF1

### Meilleure émission musicale
- 1985 : Musiques au cœur
- 1987 : Le Grand Échiquier, FR3
- 1994 : Culture rock, M6
- 1995 : Taratata, France 2
- 1997 : Les Restos du cœur - les Enfoirés 96, TF1
- 1998 : La Fureur d'Arthur TF1
- 2000 : Taratata France 2
- 2001 : Serge, si tu nous regardes de Thierry Ardisson, France 2
- 2003 : Tracks, Arte

### Meilleur jeu télévisé / Meilleure émission de jeu
- 1985 : La Chasse aux trésors
- 1986 : Mardi Cinéma, Antenne 2
- 1987 : Des chiffres et des lettres, Antenne 2
- 1988 : Star quizz, Canal+
- 1991 : Questions pour un champion, FR3
- 1993 : Nagui pour Que le meilleur gagne, France 2
- 1994 : Nagui pour Que le meilleur gagne, France 2
- 1995 : Nagui pour Que le meilleur gagne, France 2
- 1995 : Des chiffres et des lettres, France 2
- 1997 : Patrice Laffont, Marie-Ange Nardi et Laurent Broomhead pour Pyramide, France 2
- 1998 : Questions pour un champion, France 3
- 1999 : Pyramide, animé par Patrice Laffont, Claire Gautraud, Laurent Broomhead et Pépita, France 2
- 2000 : Le Bigdil, TF1
- 2003 : Qui veut gagner des millions ?, TF1

### Meilleure émission d'humour
- 1986 : Cocoricocoboy, TF1
- 1987 : Objectif Nul, Canal+
- 2001 : On a tout essayé, France 2

### Meilleur documentaire
- 1985 : L'Équipe Cousteau en Amazonie
- 1986 : Thalassa, FR3
- 1987 : L'Aventure des plantes, TF1
- 1988 : L'Argent de la drogue, TF1
- 1989 : L'Équipe Cousteau, à la recherche du Monde, Antenne 2
- 1990 : De Nuremberg à Nuremberg, Antenne 2
- 1991 : Des trains pas comme les autres, Antenne 2
- 1993 : Le Cercle de minuit, France 2
- 1994 : Édith Piaf, Arte
- 1995 : Les Brûlures de l'histoire, France 3
- 1997 : Histoire secrète de la télévision de Maurice Dugowson, France 3
- 1998 : Mémoires d'immigrés de Yasmina Benguigui, Canal+
- 1999 : Les Yeux dans les Bleus de Stéphane Meunier, Canal+

### Meilleur documentaire unitaire
- 2000 : Sur la terre des dinosaures, France 3
- 2001 : 2001, la prise de l'Hôtel de Ville, France 3
- 2003 : L'Odyssée de l'espèce, France 3

### Meilleure série documentaire
- 2000 : Strip-tease, France 3
- 2001 : Paris à tout prix, Canal+
- 2003 : Strip-tease, France 3

### Meilleur grand reportage
- 1990 : J'ai douze ans et je fais la guerre, Canal+/France 3
- 1991 : Aral : la mer assassinée (Thalassa), France 3
- 1993 : Le Front national (Envoyé spécial), France 2
- 1994 : Envoyé spécial, France 2

### Meilleur magazine culturel ou artistique / Meilleur magazine culturel
- 1985 : Apostrophes (Antenne 2)
- 1986 : Cinéma, Cinémas, Antenne 2
- 1987 : Apostrophes, Antenne 2
- 1988 : Océanique, FR3
- 1989 : L'Assiette anglaise, Antenne 2
- 1990 : Thalassa, FR3
- 1991 : Cinéma, Cinémas, Antenne 2
- 1995 : Bouillon de culture, France 2
- 1997 : La 25e heure, France 2

### Meilleure émission culturelle
- 1999 : Les Themas d'Arte, Arte
- 2000 : Tout le monde en parle, France 2
- 2001 : Bouillon de culture, France 2
- 2003 : Des racines et des ailes, France 3

### Meilleur magazine de la culture et de la connaissance
- 1997 : Savoir plus santé de Martine Allain-Regnault et François de Closets, France 2[7],[8]

### Meilleure émission de cinéma
- 2001 : La cérémonie des Césars, Canal+

### Meilleur magazine d'évasion et d'aventure / Meilleur magazine d'aventure et d'évasion / Meilleur magazine de découverte, d'aventure et d'évasion
- 1997 : Faut pas rêver, France 3
- 1998 : Thalassa de Georges Pernoud, France 3
- 1999 : Ushuaïa Nature, TF1
- 2000 : Faut pas rêver, France 3
- 2001 : Ushuaïa Nature, TF1
- 2003 : Ushuaïa Nature, TF1

### Meilleure émission éducative
- 1999 : C'est pas sorcier, France 3
- 2000 : Les Écrans du savoir, présentés par Marie Montuir, Élisabeth Tchoungui, François Busnel et Olivier Minne, La Cinquième
- 2001 : E=M6, M6
- 2003 : Les Maternelles, France 5

### Meilleure émission spéciale
- 1986 : Spécial cinéma de Frédéric Mitterrand, TF1
- 1987 : Hommage à Coluche de Guy Job, Antenne 2
- 1988 : Enfants mal aimés, la loi du silence de Jean-Marie Cavada et Norbert Baut, Antenne 2
- 1989 : L'Illettrisme en France d'Irène Richard, FR3
- 1990 : La Télé des Inconnus, Antenne 2
- 1991 : Cérémonie d'ouverture des Jeux olympiques d'hiver 92, Antenne 2
- 2000 : Enfoirés en 2000, France 2

### Meilleure émission pour la jeunesse / Meilleure émission d'animation et de jeunesse
- 1985 : Le Disney Channel, FR3
- 1986 : Récré A2, Antenne 2
- 1987 : Mini Mag, TF1
- 1988 : Il était une fois... la Vie, FR3
- 1989 : Ça Cartoon, Canal+
- 1990 : Babar, Canal+/FR3
- 1991 : Décode pas Bunny, Canal+
- 1993 : Les Aventures de Tintin, France 3
- 1994 : Ça Cartoon, Canal+
- 1995 : Ça Cartoon, Canal+
- 1997 : Va Savoir, La Cinquième
- 1998 : Les Minikeums, France 3
- 1999 : La planète de Donkey Kong, France 2
- 2000 : Les Minikeums, France 3
- 2001 : C'est pas sorcier, France 3
- 2003 : Ça Cartoon, Canal+/Kayenta Production

### Meilleur programme d'animation
- 1997 : Pierre et le loup, Canal+/Capa production
- 2001 :  Le tour du monde en 80 Jours, France 3
- 2003 :  L'Odyssée,  M6

### Meilleur journaliste sportif
- 1985 : Gérard Holtz, Antenne 2
- 1986 : Charles Biétry, Canal+
- 1987 : Robert Chapatte pour Le Tour de France, Antenne 2
- 1988 : Gérard Holtz pour Samedi Passion, Antenne 2
- 1989 : Roger Zabel, TF1
- 1990 : Gérard Holtz, Antenne 2
- 1991 : Charles Biétry, Canal+
- 1993 : Gérard Holtz pour Stade 2, Antenne 2
- 1994 : Patrick Chêne pour Stade 2, France 2
- 1995 : Gérard Holtz, France 2 et France 3
- 1997 : Thierry Roland pour le football, TF1

### Meilleure émission sportive / Meilleure émission de sport
- 1986 : Automoto, TF1
- 1991 : Le Tour de France, Antenne 2
- 1993 : Jeux olympiques de Barcelone, Canal+, TF1, Antenne 2 et FR3
- 1994 : L'Équipe du dimanche, Canal+
- 1995 : Stade 2, France 2
- 1996 : Automoto, TF1
- 1999 : Stade 2, animé par Pierre Sled et l'équipe de France Télévisions Sport, France 2
- 2000 : Téléfoot, TF1
- 2001 : Tout le sport, France 3
- 2003 : Stade 2, France 2

### Meilleure retransmission sportive
- 1991 : Le Tour de France, Antenne 2

### Meilleur magazine sportif
- 1997 : La Légende du sport, Arte

### Meilleur programme sportif
- 1998 : Les directs du Tour de France de Patrick Chêne et Bernard Thévenet, France 2

### Meilleur réalisateur de direct
- 1985 : Maurice Dugowson pour Droit de réponse (TF1)
- 1986 : Pierre Badel et Jean-René Vivet pour le Tour de France, Antenne 2
- 1987 : Maurice Dugowson pour Droit de réponse, TF1
- 1988 : Françoise Boulain pour Champs-Élysées, Antenne 2
- 1989 : Jean-Louis Cap et Gilles Daude pour Nulle part ailleurs, Canal+
- 1990 : Maurice Dugowson pour la Marche du siècle, FR3
- 1991 : Régis Forissier pour le Tour de France, Antenne 2

### Meilleur réalisateur d'émission
- 1998 : Jérôme Revon, Capital, sur M6
- 1999 : Xavier Pujade-Lauraine pour Rince ta baignoire, France 2
- 2000 : Gérard Pullicino, TF1
- 2001 : Don Kent pour Médée, Arte
- 2003 : Jean-Luc Orabona pour Des racines et des ailes, France 3

### Meilleure musique / Meilleure musique originale
- 1985 : Maurice Jarre pour Au nom de tous les miens
- 1986 : Vladimir Cosma pour L'Été 36, Antenne 2
- 1989 : Claude Bolling pour la Garçonne, Antenne 2
- 1990 : Michel Portal pour Ivan Ivanovitch et l'Ami Giono, Antenne 2
- 1991 : Vladimir Cosma
- 1994 : Ennio Morricone pour Mort à Palerme, TF1
- 1995 : Michel Portal pour Eugénie Grandet, France 3
- 1998 : Groupe Blondey pour Inca de Oro, Arte
- 1999 : Mano Solo pour la Maison d'Alexina, Arte

### Meilleur générique d'émission
- 1997 : Michel Jonasz pour Zone interdite, M6
- 1999 : Strip-tease de Jan Bultheel, France 3

### Meilleur technicien

#### Photo
- 1986 : Claude Robin
- 1987 : André Néau
- 1988 : Charlie Gaeta
- 1989 : Claude Robin
- 1990 : Michel Carré
- 1991 : Charlie Gaeta
- 1993 : Charlie Gaeta
- 1994 : Jean-Philippe Bourdon
- 1995 : Jean-Philippe Bourdon
- 1997 : Dominique Brabant pour L'Allée du Roi, France 2
- 1998 : Bernard Lutic pour la Ville dont le prince est un enfant, Arte

#### Son
- 1986 : Serge Deraison
- 1987 : Michel Hubert-Delisle
- 1988 : Gérard Lion
- 1989 : Joël Moulet
- 1990 : Michel Aringou
- 1991 : Gérard Lion
- 1993 : Guy Savin
- 1994 : Patrice Kramer
- 1995 : Pierre Barbier
- 1997 : Patrice Cramer pour Taratata, France 2
- 1998 : Raymond Buttin pour Turandot, festival d'Orange, France 3

#### Décor
- 1986 : Claude Lenoir
- 1987 : Serge Sommier
- 1988 : Claude Lenoir
- 1989 : Serge Sommier
- 1990 : Michel Millecamps
- 1991 : François Courtin
- 1993 : Richard Cunin
- 1994 : Stéfanie Jarre et Suzanne Lang Willard
- 1995 : Yves de Marseille
- 1997 : Philippe Désert pour les émissions de Canal+, Canal+
- 1998 : Laurence Brenguier pour Les Filles du maître de chai, France 3

#### Montage
- 1986 : Chantal Rémy
- 1987 : Nicole Pellegrin
- 1988 : Jean-Claude Fourche
- 1989 : Nicole Dedieu
- 1990 : Paul Zerbib
- 1991 : Robert Coursez
- 1993 : Anne-Marie Basurco
- 1994 : Marie-Sophie Dubus
- 1995 : Anne-Marie Basurco et Claude Ronzeau
- 1997 : Catherine Chouchant pour Julie Lescaut, TF1
- 1998 : Les monteurs des Guignols de l'info, Canal+

### Meilleur producteur de télévision
- 1985 : Bernard Pivot pour Apostrophes
- 1986 : Michel Boujut, Anne Andreu et Claude Ventura pour Cinéma, Cinémas, Antenne 2

### Meilleure speakerine
- 1975 : Denise Fabre, TF1
- 1985 : Évelyne Dhéliat, TF1
- 1986 : Évelyne Leclercq, TF1
- 1987 : Gilette Aho, Antenne 2
- 1988 : Marie-Ange Nardi, Antenne 2

### Meilleur spot publicitaire
- 1985 : Citroën de Richard Raynal
- 1986 : Eram de Étienne Chatiliez
- 1987 : Perrier de Georges Lautner
- 1988 : Schweppes de Chico Bialas
- 1989 : Kodak de Jean-Baptiste Mondino
- 1990 : Eram de Mandy Fletcher
- 1991 : Perrier (le lion) de Jean-Paul Goude

### Meilleure révélation de l'année
- 1995 : Arthur, France 2

### Meilleure série étrangère
- 1997 : Urgences, France 2

### Personnalité de l'année
(vote du public en direct parmi 10 personnalités)
- 1999 : Vincent Lagaf'

### Chaînes du câble et du satellite
- 1999 : Planète, Eurosport, RTL9

### Meilleur animateur
- 2000 : Patrick Sabatier, Monte Carlo TMC
- 2001 : Paul Amar pour Recto/Verso, Paris Première

### Meilleure animatrice
- 2000 : Véronika Loubry, MCM
- 2001 : Denise Fabre, Monte Carlo TMC

### Meilleure émission
- 2003 : Recto/Verso, Paris Première

### Meilleur nouveau programme
- 2000 : La Route, Canal Jimmy

### 7 d'or d'honneur pour l'ensemble de leur carrière
- 1988 : Maritie et Gilbert Carpentier